# 松禾站
松禾站（韓語：송화역）是位于朝鮮民主主義人民共和國黃海南道松禾郡松禾邑的一個鐵路車站。屬於殷栗線。

## 邻近车站
殷栗線
九灘站 - 松禾站 - 山水站